# 墓石が鼾する頃
『墓石が鼾する頃』（はかいしがいびきするころ）は、1925年（大正14年）製作・公開、二川文太郎監督による日本の長編劇映画、サイレント映画時代の剣戟映画である。「悪魔派」と呼ばれる一連の映画の最初の作品とされる。タイトルを「墓石が鼾をする頃」とする資料も存在するが、公開時のポスターの題名は『墓石が鼾する頃』である。

## 略歴・概要
東亜キネマに吸収されたマキノ・プロダクション等持院撮影所が、再独立直前の一時期「東亜マキノ等持院撮影所」と名乗っていた時期の作品である。
本作は、東亜キネマが配給し、同年5月15日に浅草公園六区・大東京をフラッグシップに全国公開された。同時上映は、直木三十三（のちの直木三十五）が主宰する聯合映画芸術家協会が等持院撮影所で製作した、新国劇の『月形半平太』の最初の映画化で、衣笠貞之助監督、沢田正二郎主演による『月形半平太』であった。
当時を知る映画批評家・滝沢一によれば、「悪魔派」と呼ばれ一世を風靡した一連の作品の最初に位置するといい、主演した岡島艶子によれば、本作のあとに「悪魔派」とされる悪麗之助監督、本作と同じ寿々喜多呂九平脚本の『蜘蛛』がつづいたのだという。
本作の上映用プリントは、現在、東京国立近代美術館フィルムセンターにも、マツダ映画社にも所蔵されていない。現存しないとされる映画を中心に、玩具映画を発掘・復元する大阪藝術大学のリストにも存在しない。現状、観賞することの不可能な作品である。
公開時のポスターの煽り文句は以下の通り。
「恋を弄ぶ魔性の美女と、其美に幻惑されて醜くも鬩ぎ争ふ人々の群れ変態性の女を主材として・・・　鬼才寿々喜多呂九平氏が得意の鋭き筆に描き出せる凄妖怪奇の物語り・・・」

## スタッフ・作品データ
- 総指揮 : 牧野省三
- 監督 : 二川文太郎
- 原作・脚色 : 寿々喜多呂九平
- 撮影 : 宮崎安吉

- 製作 : 東亜マキノ等持院撮影所
- 上映時間（巻数 / メートル） : 88分[10]（8巻 / 2,438メートル）
- フォーマット : 白黒映画 - スタンダードサイズ（1.33:1） - サイレント映画
- 初回興行 : 浅草・大東京

## キャスト
- 岡島艶子 - 皷匠の嬢百合女
- 阪東妻三郎 - 若き侍進藤平太秀清
- 中村吉松 - 阿部五郎宗遠
- 岩城秀哉 - 鳴海源太盛高
- 高松錦之助 - 行連三郎実盛
- 市川花紅 - 皷匠經友
- 桑原卓 - 弟子行友
- 光岡龍三郎 - 弟子定友
- 中根龍太郎 - 弟子末友

## 関連事項
- 悪魔派 (映画のムーヴメント)
- 悪魔派

## 註
1. ↑  『日本映画発達史 II 無声からトーキーへ』、田中純一郎、中公文庫、1976年1月10日 ISBN 4122002966, p.31.
2. 1 2 3  『日本映画縦断 2 異端の映像』、竹中労、白川書院、1974年、p.77.
3. ↑  墓石が鼾する頃、allcinema ONLINE, 2010年2月15日閲覧。
4. ↑  「映画史探究 よみがえる幻の名作 日本無声映画篇」収録作品一覧、マツダ映画社、2010年2月15日閲覧。
5. ↑  墓石が鼾をする頃、日本映画データベース、2010年2月15日閲覧。
6. ↑  月形半平太、日本映画データベース、2010年2月15日閲覧。
7. ↑  所蔵映画フィルム検索システム、東京国立近代美術館フィルムセンター、2010年2月15日閲覧。
8. ↑  主な所蔵リスト 劇映画＝邦画篇、マツダ映画社、2010年2月15日閲覧。
9. ↑  玩具映画フィルム・リスト、大阪藝術大学、2010年2月15日閲覧。
10. ↑  Film Calculator Archived 2008年12月4日, at the Wayback Machine.換算結果、コダック、2010年2月15日閲覧。